# Matrimonio igualitario en Francia
El matrimonio igualiario en Francia es legal desde el 18 de mayo de 2013, convirtiéndolo en el país decimocuarto en legalizarlo. La legislación se aplica también a las dependencias y territorios bajo soberanía francesa de ultramar.
Un proyecto de ley, otorgando a las parejas de personas del mismo sexo el derecho de matrimonio y a la adopción conjunta de niños, fue ingresada en la Asamblea Nacional por el gobierno del primer ministro Jean-Marc Ayrault el 7 de noviembre de 2012, con el apoyo del Presidente François Hollande, que declaró su intención de apoyar la legislación durante su campaña a la presidencia. El 12 de febrero de 2013, la Asamblea Nacional aprobó el proyecto de ley en una votación de 329–229. El 12 de abril de 2013, el Senado aprobó el proyecto de ley, con algunas modificaciones, en una votación de 171–165, seguido por la aprobación del proyecto modificado por la Asamblea Nacional el 23 de abril de 2013, en una votación de 331–227. Sin embargo, un requerimiento al proyecto de ley por el partido conservador UMP, fue pedido al Consejo Constitucional después de la votación. El 17 de mayo de 2013, el Consejo dictaminó que la ley era constitucional. El 17 de mayo de 2013, Hollande promulgó la ley, que fue oficialmente publicada al siguiente día en el Diario Oficial. La primera ceremonia oficial entre personas del mismo sexo tuvo lugar en la ciudad de Montpellier, el 29 de mayo de 2013.

## Historia
En 1998, el gobierno francés decretó una nueva ley que creó una forma de unión civil llamada pacto civil de solidaridad (PACS). Los PACS están disponibles para las parejas heterosexuales y homosexuales y otorgan muchos de los derechos asociados con el matrimonio, aunque no todos.[cita requerida]
El 5 de junio de 2004, Noël Mamère, el alcalde de la población francesa de Bègles (cerca de Burdeos), ofició la ceremonia de una boda para dos hombres, Bertrand Charpentier y Stephane Chapin, e indicó que los dos fueron unidos en matrimonio, no simplemente en una unión civil. Pero el mes siguiente, un tribunal francés declaró que la unión era ilegal y quedaba sin efecto. 
En 2007, el estado legal del matrimonio entre personas del mismo sexo en Francia dependía de quién ganase las elecciones presidenciales: Ségolène Royal (del Partido Socialista) o Nicolas Sarkozy (de la Unión para el Movimiento Popular), ya que el Partido Socialista declaró que de ganar las elecciones, aprobarían el matrimonio igualitario. Siendo el ganador de dichas elecciones el presidente Nicolas Sarkozý, el proyecto se quedó en suspenso al menos unos años, a pesar de varias tentativas en el parlamento francés para introducir alguna legislación que permita el matrimonio entre personas del mismo sexo.
En enero de 2012 L'Express publicó que Nicolas Sarkozy, con motivos de las elecciones 2012, estaba evaluando la posibilidad de incluir una ley de matrimonio gay en el programa de su campaña de reelección con el fin de suavizar su imagen. Esta idea fue finalmente abandonada.
El 23 de abril de 2013, después de la aprobación de ambas cámaras legislativas al proyecto de ley que permite el matrimonio entre personas del mismo sexo, incluida la adopción de niños por estas, Francia se convirtió en el 14º país del mundo en legislar sobre el tema. La votación de la izquierda en la Asamblea Nacional de ese país fue clave para la aprobación del proyecto de ley, donde 331 diputados votaron a favor y 225 en contra.

## Oposición
La oposición al matrimonio igualitario en Francia se refiere a todos los movimientos sociales, políticos y religiosos que rechazan la apertura del matrimonio igualitario o la adopción por parte de estas parejas. Esto se hizo especialmente evidente a partir del 15 de agosto de 2012, justo antes de que el proyecto de ley "Matrimonio para todos", cuyo objetivo era reconocer el matrimonio y la adopción a las parejas del mismo sexo en Francia, se presentase y se conviertese en ley promulgada por la República el 17 de mayo de 2013. A la vanguardia de estos movimientos, el colectivo "La manifestación para todos", representada por la activista católica Frigide Barjot, organizó manifestaciones masivas contra el proyecto de ley el 17 de noviembre de 2012.

### Principales manifestaciones

#### 13 de enero de 2013: Dos manifestaciones
El 13 de enero, dos manifestaciones se realizaron en París, una organizada por «Manifestación para todos» y la otra por Civitas.
Por parte de «Manifestación para todos», tres grupos partieron desde la plaza de Italia, la plaza Denfert-Rochereau y de Porte Maillot, vestidos de blanco, azul y rojo, hasta converger en el Campo de Marte.

#### Manifestación del 26 de mayo

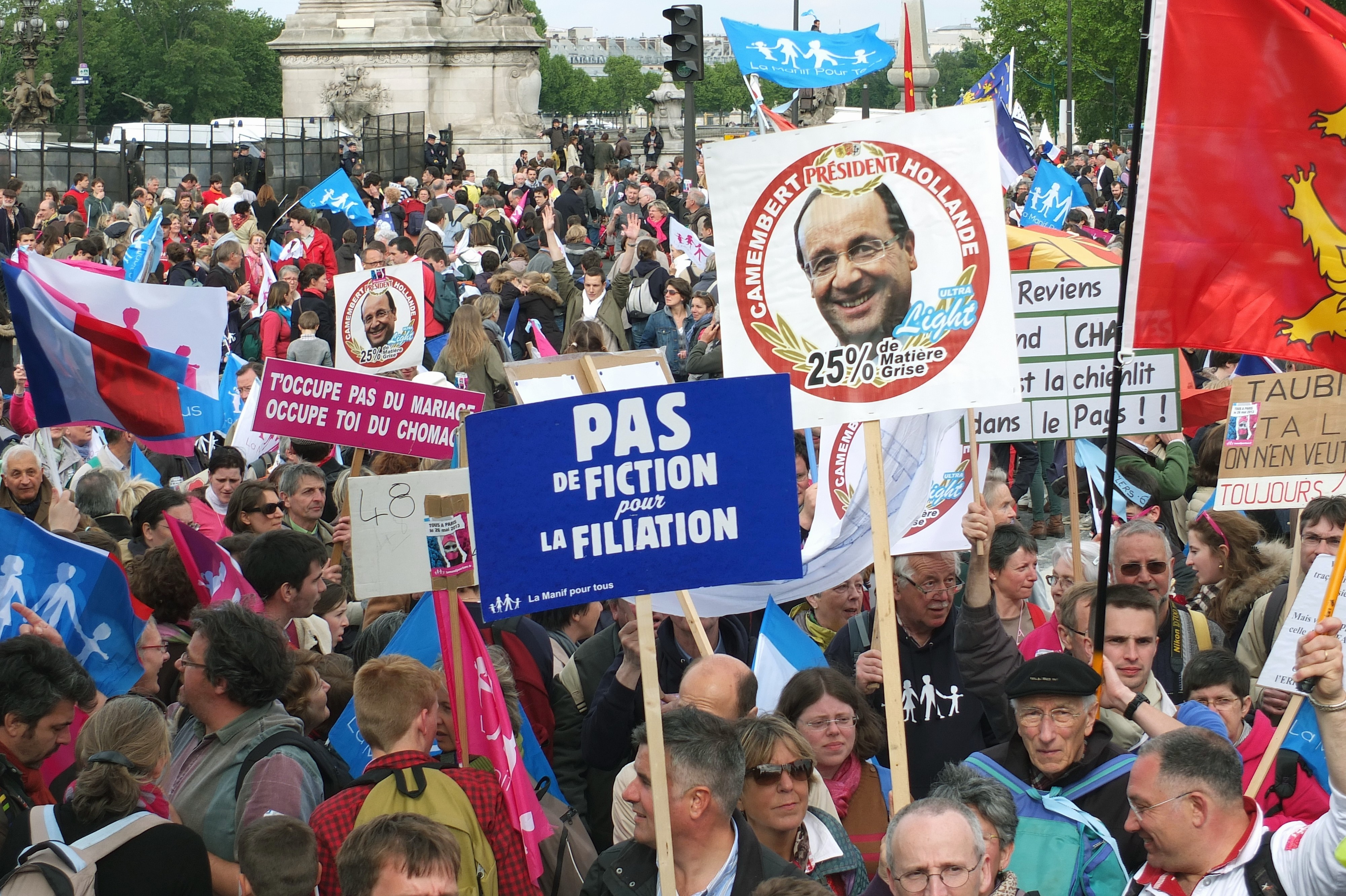
Pancartas durante la multitudinaria manifestación del 26 de mayo.

La manifestación nacional de los opositores al proyecto de ley se produjo el 26 de mayo en París y culminó en la explanada de los Inválidos y en avenidas adyacentes. El Instituto Civitas reunió a 2800 participantes. El evento se desarrolló en medio de un importante despliegue policial, unos 4500 agentes. La campaña contó con el apoyo expreso de la Iglesia Católica, el líder de la Unión por un Movimiento Popular (UMP) y Jean-François Copé, que llamó a los jóvenes a sumarse a la protesta para así meter presión al gobierno socialista. [cita requerida]  También acudieron partidos de extrema derecha, que entraron por la fuerza en la sede del gobernante Partido Socialista y desplegaron una pancarta contra el matrimonio gay y exigieron la renuncia del presidente. Las pancartas, la música y las banderas marcaron el ambiente general de la protesta parisina, conocida como «manifestación para todos», eslogan que se asemeja a quienes reivindicaban el «matrimonio para todos». [cita requerida] Para organizar esta movilización trabajaron asociaciones de padres y familias católicos, varias asociaciones musulmanas y el sindicato de trabajadores católicos (CFTC), entre otros. «Queremos defender absolutamente la ley de la familia y la filiación, porque un niño es el resultado único de la unión entre un hombre y una mujer», explicó una manifestante que aseguró que la protesta no es homófoba pero que hay que «hay que defender las cosas normales y no normalizar las que están fuera del circuito y son un poco contranatura». La gran ausente fue la humorista Frigide Barjot, que no acudió por temor a su seguridad, aunque pasó la jornada atendiendo a medios de comunicación.
La protesta se radicalizó cuando varios cientos de manifestantes permanecieron en la zona después del fin oficial de la manifestación y lanzaron todo tipo de objetos, desde barreras de seguridad hasta botellas de cerveza, contra policías y periodistas. La Policía utilizó gases lacrimógenos, mientras se desarrollaban enfrentamientos. Medio millar se enfrentó a la policía, al no querer desalojar la explanada de Los Inválidos. Después del evento, Xavier Bongibault, que defendía la unión civil, fue abucheado por varios manifestantes. Un total de 34 agentes de policía y gendarmes resultaron heridos durante la noche de violencia, así como un periodista. Varios de ellos fueron atacados por manifestantes, tratándolos de "colaboradores".

#### Manifestación del 27 de mayo
Durante la visita del presidente de la República, François Hollande al lycée Buffon de París, cientos de manifestantes simpatizantes de la Primavera Francesa, hostiles al Matrimonio para todos, trataron de abordar al jefe de Estado, pero fueron arrestados. Los implicados fueron identificados y dos de ellos fueron detenidos por «portar armas prohibidas»; lo que indicaba que la mayoría de los detenidos no tenían nada que ver con protesta.
Durante esta visita al lycée Buffon, François Hollande condenó los eslóganes que pedían la resistencia a «un estado fascista», utilizado por algunos de los participantes de las manifestaciones del día anterior. También el ministro del Interior, Manuel Valls, anunció que más de 350 personas fueron detenidas en las diversas protestas contra el matrimonio igualitario en Francia
 Varias asociaciones lgbt debieron ser evacuadas ante los destrozos por parte de los manifestantes en el centro de París.

#### 29 de mayo
El 29 de mayo se celebró la primera boda gay en la historia de Francia en el ayuntamiento de Montpellier. No se desarrolló ningún incidente destacado; tan solo una bengala encendida en la parte trasera del edificio consistorial por un manifestante, que fue reducido inmediatamente por la Policía.

### Organizaciones y personalidades en contra del proyecto de ley

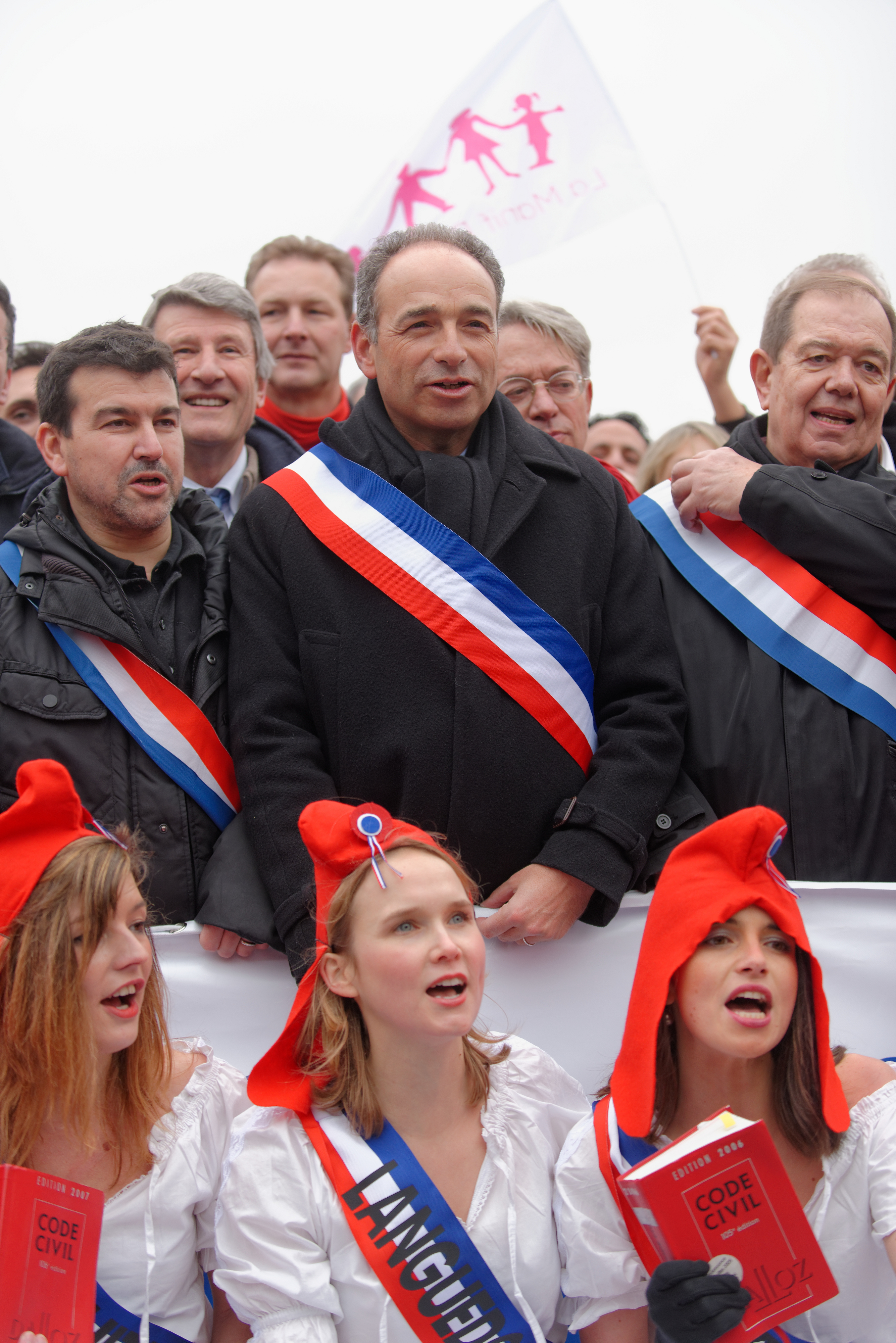
Nicolas Dhuicq, Jean-François Copé, Philippe de Villiers, Patrick Ollier, unos de muchos manifestantes contra el matrimonio igualitario.

#### Colectivo «La manifestación para todos»
«La manifestación para todos» era una colectividad representada por treinta y siete asociaciones que se oponen al proyecto de ley «Matrimonio para todos», realizado por François Hollande y el gobierno de Jean-Marc Ayrault.
Recibió el apoyo de:
- Philippe Ariño, ensayista;
- Viviane Blassel, animadora de radio y televisión;
- Rémi Brague, filósofo;
- Patrick Hénault, exembajador encargado de los derechos humanos;
- Roland Hureaux, ensayista;
- Jean-Jacques Peroni, humorista, comediante y escritor;
- Jérôme Vignon, presidente del Observatorio Nacional de la Pobreza y Exclusión social;
- Georgina Dufoix, antigua ministra socialista y antigua presidenta de la Cruz Roja.

También recibió el apoyo oficial del acuerdo parlamentario para la familia (212 representantes nacionales).

#### La Primavera francesa
Algunos manifestantes que trataban de llegar a los Campos Elíseos durante la manifestación del 24 de marzo y que posteriormente fueron rechazados por Frigide Barjot, decidieron escindirse del movimiento "Manifestación para todos", considerado demasiado blando, y crear la Primavera francesa —nombre utilizado como referencia a la Primavera de Praga— que reunía personas generalmente de derecha y católica. Además, teniendo como modelo a las FEMEN, apareció el 27 de marzo, los Hommen. [cita requerida]
El 24 de mayo de 2013, el ministro del Interior Manuel Valls envió una prohibición de esta «nebulosa» —como llamó a la Primavera francesa—, pues temía una radicalización por los términos de una declaración del movimiento llamando a la «resistencia» contra los defensores de la ley que permite el matrimonio a las parejas del mismo sexo.

#### Personalidades políticas y partidos políticos
- Partido Comunista y Frente de Izquierda: el diputado Patrice Carvalho anunció su oposición al matrimonio gay y fue el único miembro de la izquierda que admitió que votó en contra, en primera lectura, el primer artículo del proyecto de ley, mientras que los cinco diputados de ultramar, como el martiniqués Bruno Nestor Azerot de la Izquierda Demócrata y Republicana, no participaron en esta elección, aunque su grupo parlamentario les había dado expresamente la libertad de voto.
- Partido Socialista: aunque la posición oficial del Partido Socialista es favorable al proyecto después del 2007 y constituyó la posición 31 de la candidatura de François Hollande, hubo algunas abstenciones de los socialistas, incluso oposiciones.
- Frente Nacional: se posicionó en contra del matrimonio igualitario.
- Los pretendientes al trono de Francia:
- Enrique de Orleans, pretendiente orleanista al trono de Francia, declaró que el «Apocalipsis se está manteniendo» y que «las exageraciones de leyes —matrimonio gay, bioética, eutanasia— destruyen los cimientos de la sociedad.
- Luis Alfonso de Borbón, pretendiente legitimista al trono de Francia, proclamó su total oposición al matrimonio igualitario y «pidió a todos los franceses defender los valores tan claramente defendidos durante siglos por nuestros antepasados, y dio su apoyo a los defensores de familia y los derechos de los niños».